# Reince Priebus
Reinhold Richard (Reince) Priebus (uitspr.: /ˌraɪns ˈpriːbəs/) (Dover (New Jersey), 18 maart 1972) is een Amerikaans politicus van de Republikeinse Partij. In 2017 was hij stafchef van het Witte Huis onder president Donald Trump. Daarvoor was hij zes jaar lang voorzitter van de Republikeinse Partij. Eerder was hij general counsel van de partij en voorzitter van de Republikeinse Partij van de staat Wisconsin. Op de laatstgenoemde positie wordt de opkomst van diverse politici uit zijn staat, zoals Paul Ryan (Voorzitter van het Huis van Afgevaardigden) en Scott Walker (gouverneur van Wisconsin), aan hem toegeschreven. Priebus is een partner van advocatenkantoor Michael Best & Friedrich LLP in Milwaukee en is voor de duur van zijn politieke carrière op groot verlof.

## Jeugd en juridische carrière
Priebus werd geboren in Dover in de staat New Jersey en woonde in Netcong tot zijn familie naar Green Bay in Wisconsin verhuisde toen hij zeven jaar oud was. Zijn vader Richard Priebus is een voormalig elektricien en zijn moeder Roula is makelaar. De familie Priebus is van Duitse en Griekse afkomst.
Op 16-jarige leeftijd was hij vrijwilliger bij diverse politieke campagnes op zijn middelbare school. Na het behalen van zijn diploma studeerde hij Engels en politicologie aan de University of Wisconsin-Whitewater. Hij was lid van de studentenvereniging Delta Chi en voorzitter van de studentenvertegenwoordiging en de College Republicans. Hij studeerde in 1994 cum laude af.
Na zijn afstuderen van Whitewater was Priebus klerk voor de onderwijscommissie bij de volksvertegenwoordiging van Wisconsin. Vervolgens ging hij rechten studeren aan de Universiteit van Miami in Coral Gables (Florida), waar hij wederom voorzitter was van de studentenvertegenwoordiging. Tijdens zijn studie werkte hij als klerk bij het Wisconsin Court of Appeals (hof van beroep), het Wisconsin Supreme Court (hooggerechtshof), en het United States District Court for the Southern District of Florida (federale rechtbank), en hij liep stage bij het NAACP Legal Defense Fund in Californië. In 1998 studeerde hij cum laude af met een juridische graad van de Universiteit van Miami.
Vervolgens verhuisde hij terug naar Wisconsin, waar hij werd toegelaten tot de State Bar (advocaten-beroepsvereniging) van de staat en aan de slag ging bij het advocatenkantoor Michael Best & Friedrich LLP, waar hij in 2006 partner werd. In 2008 werd hij genoemd als een van de 'rijzende sterren', volgens Wisconsin Super Lawyers, en hij werd genoemd in de Milwaukee Business Journal 'Forty under 40' (Veertig onder 40).

## Politiek

### Wisconsin
In 2004 was Priebus kandidaat voor de senaat van Wisconsin, maar verloor van de zittende senator Robert Wirch. In 2007 werd hij gekozen tot voorzitter van de Wisconsin-afdeling van de Republikeinse Partij, de jongste persoon in die rol tot dusver. In 2009 werd hij daarnaast de general counsel (hoogstgeplaatste jurist) op federaal niveau van de Republikeinse Partij. Als voorzitter van de republikeinen in Wisconsin, was hij mede verantwoordelijk voor het succes van de partij in 2010; de partij nam de controle over beide kamers van het staatsparlement over van de democraten, en een republikein werd gekozen als gouverneur. Het werd vooral aan hem toegeschreven dat de Tea Party-beweging en de traditionele tak van de partij niet botsten, maar samenwerkten. Na de verkiezingen van 2010 verkregen Priebus, Paul Ryan en Scott Walker nationale bekendheid als onderdeel van de populairder wordende republikeinen in Wisconsin, die vooral de aandacht vestigden op fiscaal conservatief beleid. Eind 2010 trad hij af als afdelingsvoorzitter en als general counsel, om zich kandidaat te kunnen stellen als nationaal voorzitter.

### Voorzitter Republikeinse Partij

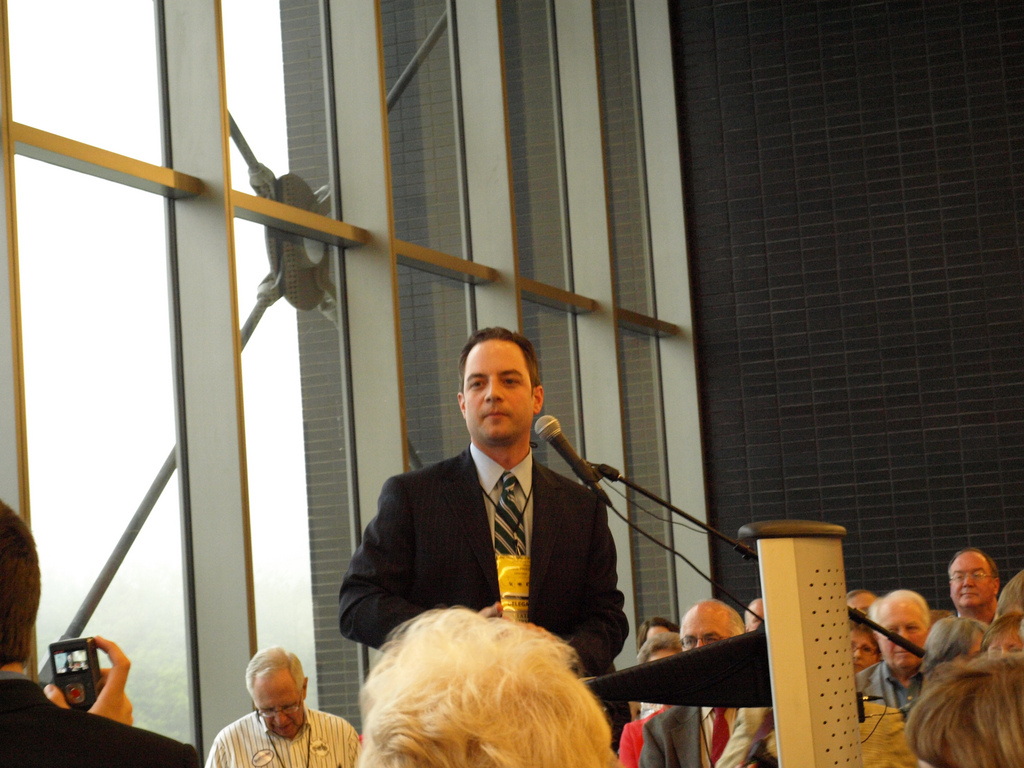
Priebus in mei 2010

#### Eerste termijn
Na zijn aftreden als general counsel op 5 december 2010 stuurde Priebus een brief naar alle 168 stemgerechtigde leden van de Republican National Committee om zijn kandidatuur als voorzitter bekend te maken. Hij kreeg direct steun van de gouverneur van Wisconsin, Scott Walker, die het succes van de partij in zijn staat aan Priebus' leiderschap toeschreef. Al in de eerste stemronde was hij de kandidaat met de meeste stemmen, maar het duurde zeven rondes voor hij een absolute meerderheid wist te behalen en tot partijvoorzitter werd gekozen.
| Kandidaat      | Ronde 1 | Ronde 2 | Ronde 3 | Ronde 4 | Ronde 5        | Ronde 6 | Ronde 7        |
| -------------- | ------- | ------- | ------- | ------- | -------------- | ------- | -------------- |
| Reince Priebus | 45      | 52      | 54      | 58      | 67             | 80      | 97             |
| Saul Anuzis    | 24      | 22      | 21      | 24      | 32             | 37      | 43             |
| Maria Cino     | 32      | 30      | 28      | 29      | 40             | 34      | 28             |
| Ann Wagner     | 23      | 27      | 32      | 28      | 28             | 17      | Teruggetrokken |
| Michael Steele | 44      | 37      | 33      | 28      | Teruggetrokken |         |                |

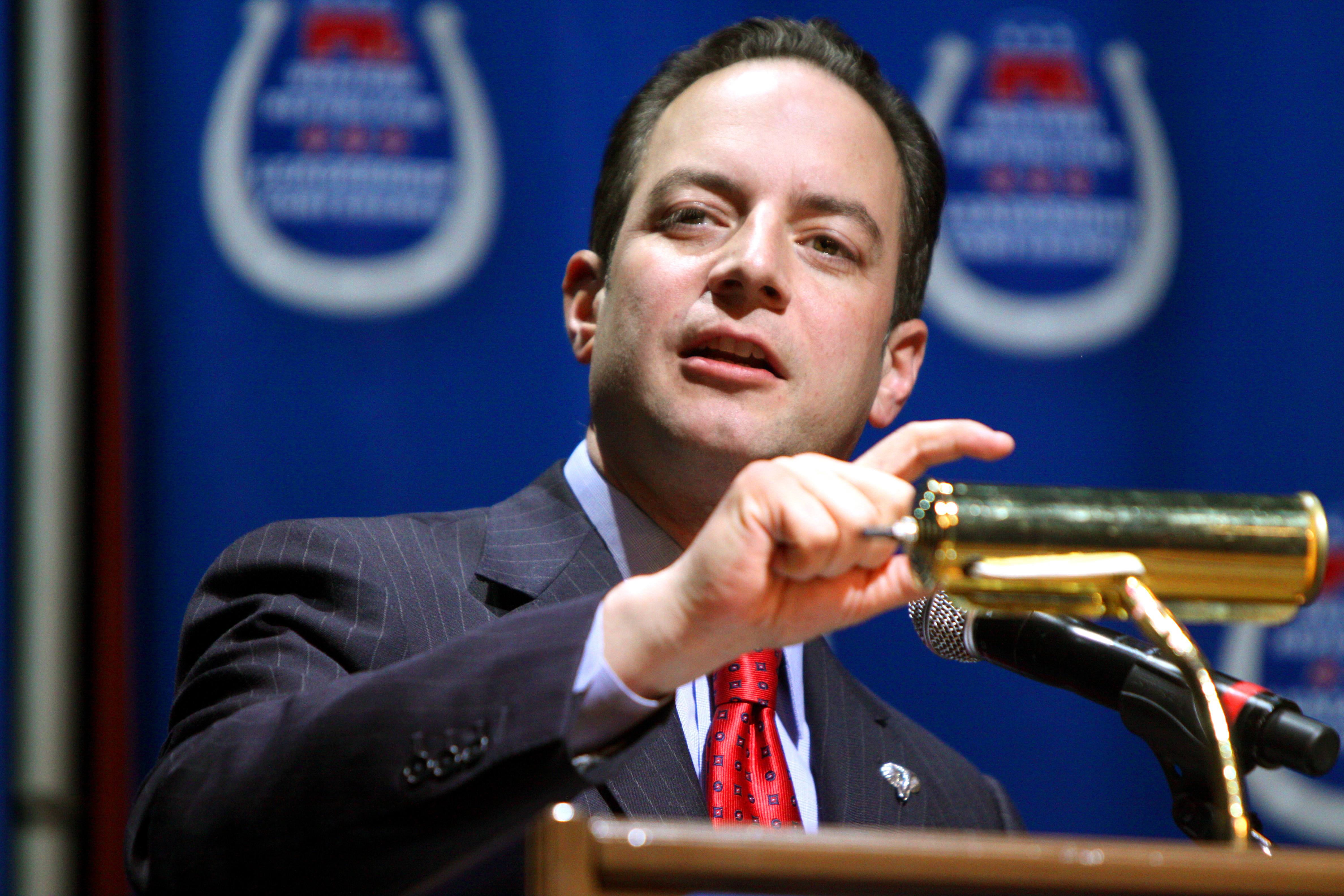
Priebus bij de Western Republican Leadership Conference in oktober 2011 in Las Vegas

Bij zijn aantreden erfde Priebus een schuld van $23 miljoen van zijn voorganger Michael Steele, als ook een gespannen relatie met veel van de grote republikeinse donateurs. Zijn prioriteiten omvatten dan ook om de financiële situatie van de partij en de relaties met donateurs en partijleiders te verbeteren, naast de focus op de presidentsverkiezingen van 2012. Eind 2011 had Priebus meer dan $88 miljoen opgehaald en de schuld gehalveerd tot 11,8 miljoen. Na zijn eerste jaar werd hij door de RNC-leden geprezen om de verbeterde communicatie vanuit hem en zijn team, vergeleken bij zijn voorganger.
Aan Priebus en zijn team werd de voortdurende focus van de Republikeinse Partij op president Barack Obama toegeschreven. Priebus had een actieve rol om op tekortkomingen van Obama te wijzen in de media, en verscheen in 2012 veelvuldig in de pers. Obama wist de Republikeinse kandidaat Mitt Romney met overmacht in het kiescollege te verslaan. Ook in 2012 zette Priebus zijn werk voort om de financiële situatie van de partij te verbeteren door contact te leggen met de donateurs van de partij - en aan het eind van het jaar was de organisatie uit de schulden.
Na de republikeinse nederlaag in de presidentsverkiezingen van 2012 nam Priebus de gehele organisatie onder de loep, waarbij in het bijzonder aandacht was voor de contacten met de kiezers en de resonantie van de republikeinse boodschap bij jongeren, vrouwen en Spaanstaligen. Ieder van deze groepen koos in meerderheid voor Obama. Hij stelde een strategisch plan op om groepen kiezers te bereiken die in 2012 voornamelijk democratisch hadden gestemd onder de naam The Growth and Opportunity Project (het project voor groei en mogelijkheden).

#### Tweede termijn
Op 25 januari 2013 werd Priebus voor een tweede termijn als partijvoorzitter gekozen. In zijn tweede termijn stelde hij zichzelf als doel om de opgestelde strategie uit te voeren, welke hij op 18 maart 2013 presenteerde. Het plan bevatte een aanpak om de partij-activiteiten te hervormen, vooral op het gebied van digitale en onderzoeksmogelijkheden. $10 miljoen werd gereserveerd om minderheden te bereiken en daarnaast werden immigratiehervorming en verkorting van het presidentiële verkiezingsseizoen als speerpunten benoemd. In 2014 werd duidelijk dat Priebus vooruitgang had geboekt om de RNC om te vormen tot een organisatie die continu actief was, met investeringen in digitale technologie en personeel. Zo onthulde hij in maart 2014 dat de RNC een systeem had ontwikkeld onder de naam Para Bellum Labs (laboratoria voor de oorlog), waarmee data werd beheerd en voorspellingen konden worden gedaan. Ook werd het initiatief Victory 365 uitgebreid om stemmers te kunnen mobiliseren via een netwerk van vrijwilligers, naar aanleiding van het succes van Obama op dit terrein in 2012. Hij lichtte zijn inspanningen om minderheden te betrekken toe tijdens een toespraak bij de nationale vereniging voor zwarte journalisten: de partij gaf maandelijks $8,5 miljoen uit, en had kantoren ingesteld in 15 staten, om hieraan te werken.
Priebus wist steun te vergaren binnen de partij om de regels aan te passen en de periode waarin de republikeinse kandidaat wordt gekozen, te verkorten. Het seizoen werd via een reglementwijziging in januari 2014 met drie maanden verkort, en de nationale conventie waarin de kandidaat wordt geselecteerd werd naar op z'n vroegst juni getrokken.

#### Derde termijn
Op 16 januari 2015 werd Priebus wederom herkozen met bijna algemene stemmen, waarmee hij de eerste partijvoorzitter werd die drie opeenvolgende termijnen onder een democratische president dient. Priebus werd geprezen om zijn fondsenwerving, het verbeteren van de relaties met grote donateurs en zijn algemene acceptatie onder zowel gematigde als conservatieve republikeinen. In de aanloop naar de voorverkiezingen voor de presidentsverkiezingen van 2016, speelde Priebus een rol als partijvoorzitter bij de selectie van de wijze waarop televisiedebatten werden gevoerd. Na de botsingen die plaatsvonden bij het CNBC in oktober 2015, besloot de RNC dat het zusterbedrijf NBC News het debat van 26 februari niet meer mocht hosten omdat hij bang was voor een herhaling van de situatie, en niet de kansen van de republikeinen zou bevorderen.
In 2016, tijdens de heftige voorverkiezingen voor het Amerikaans presidentschap waarbij de latere winnaar Donald Trump het in verhitte discussies opnam tegen onder meer Jeb Bush en Ted Cruz, leek er tweespalt in de partij te komen. Priebus maakte zich in april dat jaar sterk voor eenheid binnen de partij – ongeacht wie de kandidaat zou worden. Nadat halverwege mei duidelijk werd dat Trump de voorverkiezingen zou winnen en gekandideerd zou worden, stelde Priebus dat een kandidaat die zou besluiten om zich als onafhankelijk te kandideren, politieke zelfmoord zou plegen.
Priebus wist tussen hem en Trump een positieve samenwerking tot stand te brengen en was persoonlijk betrokken bij het voorkomen dat gedelegeerden Trumps nominatie blokkeerden. Op 4 oktober noemde hij Trump zelfs een rolmodel: "You know, I think everyone's a role model in different ways. When you look at someone who has built businesses, lost businesses, came back, lived the American dream, a person who sets goals, he's a winner." Priebus volhardde in zijn steun voor de republikeinse kandidaat, terwijl hij wel kritische berichten uitstuurde over zijn gedrag.
In de zomer van 2016 verschenen berichten dat Priebus overwoog om zich voor een vierde termijn als partijvoorzitter te kandideren. Hij zou hiermee de op een-na-langst zittende partijvoorzitter worden in de geschiedenis van de Republikeinse Partij.

### Kabinet-Trump
Na de overwinning van Trump in de presidentsverkiezingen werd Priebus al snel genoemd voor een hoge post in het kabinet-Trump. Hij werd aangesteld als stafchef van het Witte Huis, de hoogste stafpositie met brede verantwoordelijkheden. Regelmatig lekte vanuit het Witte Huis vertrouwelijke informatie naar de pers uit. Eind juli 2017 beschuldigde Anthony Scaramucci, die per 1 augustus aangesteld was als de nieuwe communicatiedirecteur van het Witte Huis, Priebus ervan degene te zijn die lekte. Scaramucci noemde hem 'een fokking paranoïde schizofreen, een achtervolgingswaanzinnige' en gaf aan dat Priebus ontslagen moest worden. Dezelfde dag bood Priebus zijn ontslag aan. Kort daarna, op 28 juli, kondigde Trump aan hem te vervangen door John Kelly.

## Privé
Priebus trouwde in 1999 met Sally Sherrow. Het koppel kende elkaar al sinds de middelbare school en ging samen naar het afsluitende gala. De twee kregen twee kinderen en woonden in Kenosha voordat ze in 2011 naar Washington D.C. verhuisden, na Priebus' verkiezing tot voorzitter van de Republikeinse Partij.
- Gemeinsame Normdatei: 112163107X
- International Standard Name Identifier: 0000 0004 9783 9549
- Library of Congress Control Number: no2016162458
- Virtual International Authority File: 5500148209312300460004
- WorldCat: E39PBJyMjyQCJgV4JcR4hkcByd

John Steelman · Sherman Adams · Wilton Persons · Kenneth O'Donnell · Marvin Watson · Jim Jones · Bob Haldeman · Alexander Haig · Donald Rumsfeld · Dick Cheney · Hamilton Jordan · Jack Watson · James Baker · Donald Regan · Howard Baker · Kenneth Duberstein · John Sununu I · Samuel Skinner · James Baker · Mack McLarty · Leon Panetta · Erskine Bowles · John Podesta · Andrew Card · Joshua Bolten · Rahm Emanuel · Pete Rouse · Bill Daley · Jack Lew · Denis McDonough · Reince Priebus · John Francis Kelly · Mick Mulvaney · Mark Meadows · Ron Klain · Jeff Zients